# Формикофилия

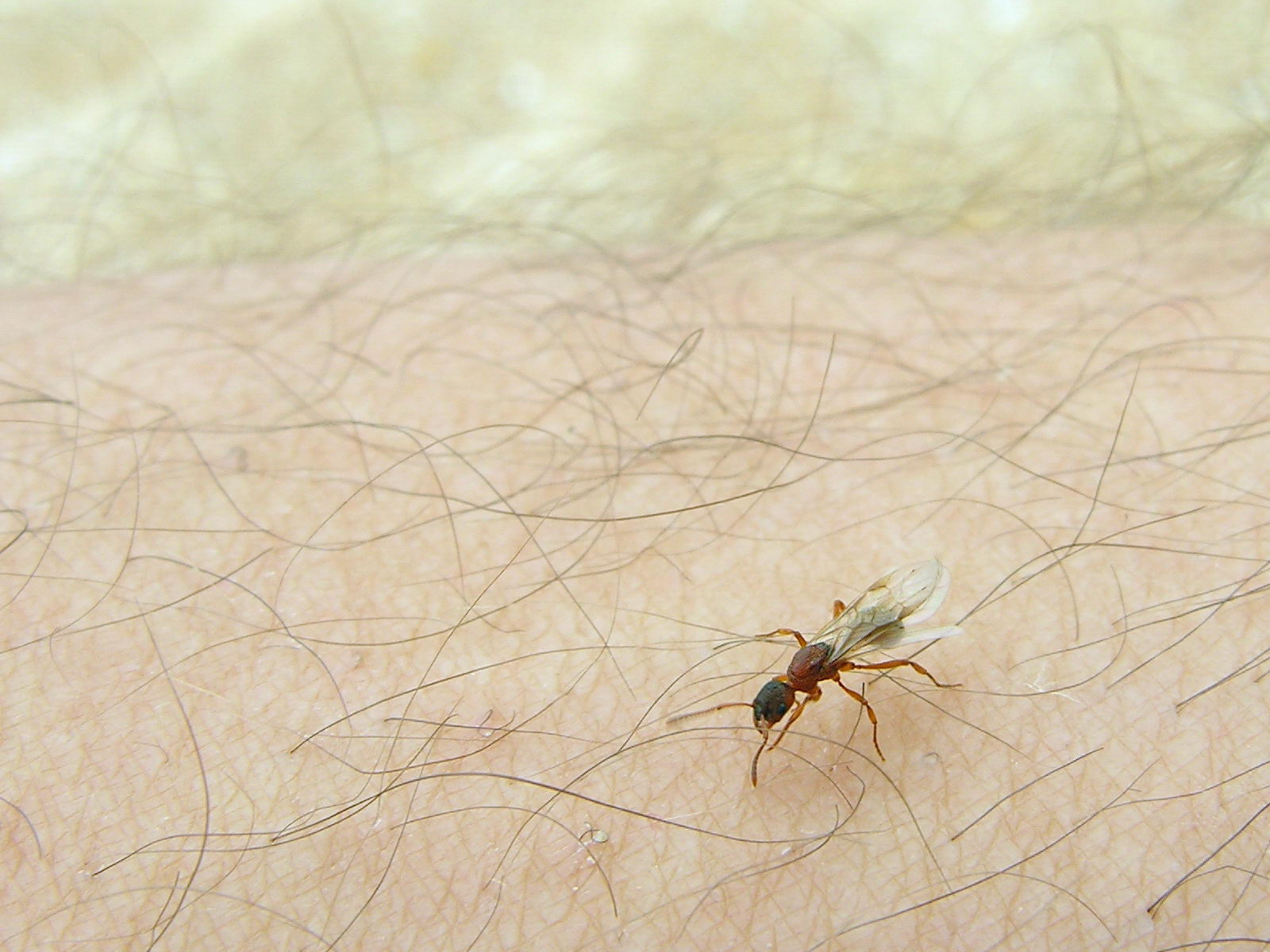
Муравей на человеческом теле

Формикофилия — форма зоофилии, при которой человек испытывает сексуальные ощущения от ползания по телу или кусания мелких насекомых, таких как муравьи. Этот вид сексуальной девиации часто включает в себя прикосновение насекомых к гениталиям, хотя возможны и их прикосновения к другим частям тела. В качестве желаемого эффекта могут быть щекотка, покалывание или возбуждение другого человека.